# Mário Jorge (football, 1969)
Pour les articles homonymes, voir Jorge.
Pour le footballeur né en 1961, voir Mário Jorge.
Mário Jorge, de son nom complet Mário Jorge Aveleira Ramos, né le 6 octobre 1969 à Luanda, en Angola portugais, est un footballeur portugais et angolais ayant évolué au poste de milieu de terrain. Il s’est reconverti en entraîneur après sa carrière de joueur.

## Biographie

### Joueur
Formé au GD Estoril-Praia, Mário Jorge fait ses débuts professionnels à la fin des années 1980. Il dispute plus de 80 rencontres en championnat avec Estoril entre 1988 et 1992. Recruté par le SL Benfica pour la saison 1992-1993, il ne dispute toutefois aucun match officiel avec les Aigles,.
C’est avec l’Estrela da Amadora que Mário Jorge s’illustre le plus, notamment entre 1993 et 1995, où il marque six buts en 57 rencontres. Prêté ensuite au CS Marítimo lors de la saison 1995-1996, il est brièvement sous contrat avec le Sporting CP, sans toutefois jouer en équipe première,.
Il poursuit sa carrière au Portugal puis en Espagne avec le CD Leganés en deuxième division (1998-1999), avant de revenir au pays sous les couleurs du SC Campomaiorense,.
Après une dernière expérience dans les divisions inférieures et au Canada (Toronto Supra, Vancouver Whitecaps), il met un terme à sa carrière de joueur dans les années 2000,.
Au total, il dispute 184 matchs pour 7 buts inscrits en première division portugaise

### Entraîneur
À partir de 2005, Mário Jorge entame une carrière d'entraîneur, principalement dans des clubs locaux portugais. Il commence par entraîner les équipes de jeunes de l’União de Tires (en), puis dirige les équipes féminines du 1° Dezembro.
À partir de 2010, il s’implique fortement dans le club du 9 de Abril Trajouce, où il encadre successivement les équipes U19, U13, U14 et les seniors jusqu’en 2019.